# Sławomir Micek
Sławomir Micek (ur. 4 listopada 1956 w Dębicy) – rzeźbiarz.
W Kielcach znajduje się ponad 50 rzeźb, pomników i tablic pamiątkowych autorstwa Sławomira Micka.

## Życiorys
Ukończył studia na Wydziale Wzornictwa Przemysłowego na Akademii Sztuk Pięknych w Krakowie. Dyplom otrzymał w roku 1980. Od 1980 roku mieszka i tworzy w Kielcach. Do zajęcia się rzeźbiarstwem zainspirował go Wincenty Kućma, do którego chodził na zajęcia.

## Przykładowe dzieła
- Pomnik „Twórców Wielkiego Widzewa”[4]
- Ławeczka Bronisława Opałki[5]
- Ławeczki Andrzeja Koziei[6]
- Pomnik Żołnierza Polskiego w Staszowie[7]
- Ławeczka Juliana Fałata w Bystrej[8]
- Rzeźby kotów na Księżym Młynie w Łodzi[9]

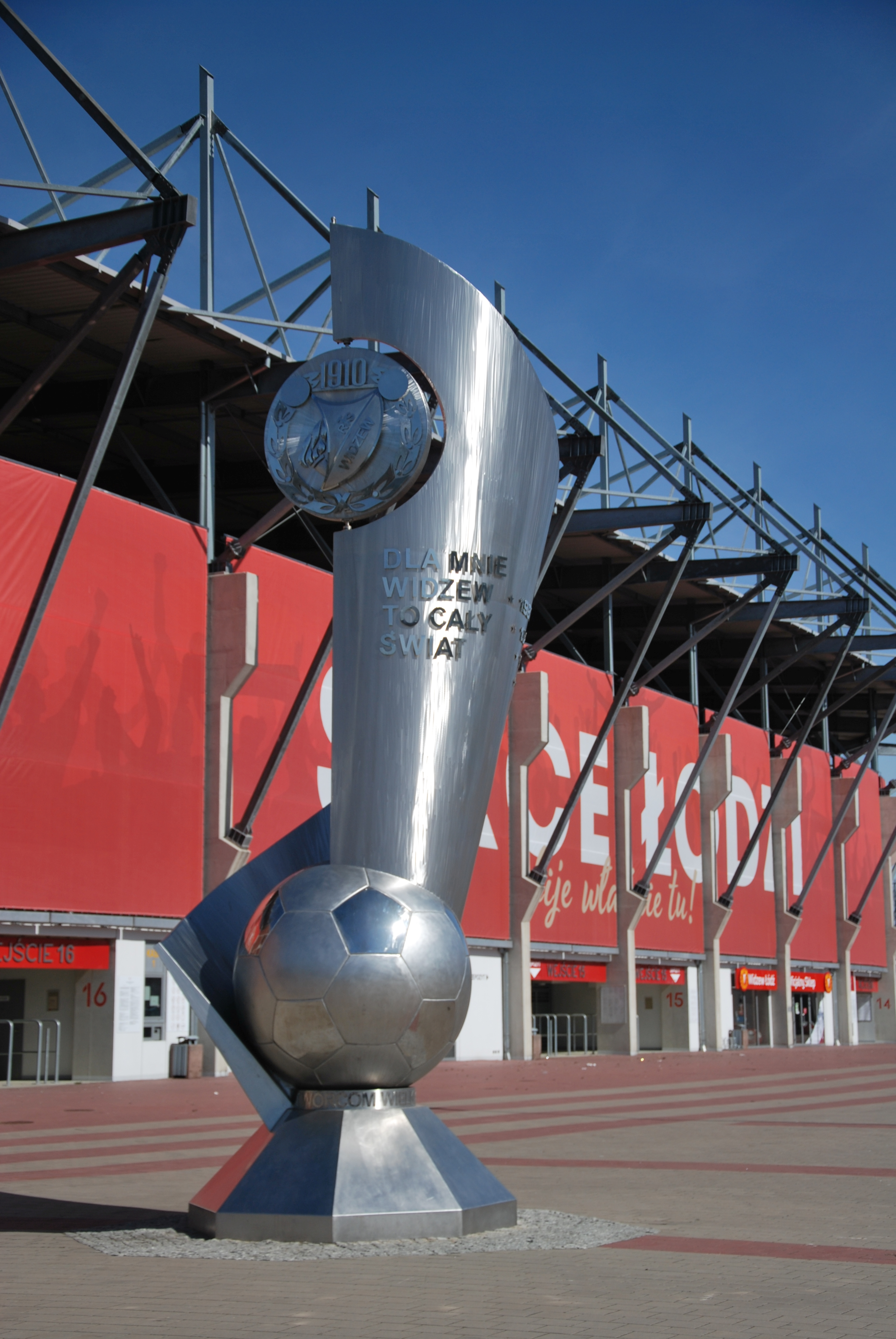
Pomnik „Twórcom Wielkiego Widzewa”, przed stadionem Widzewa Łódź
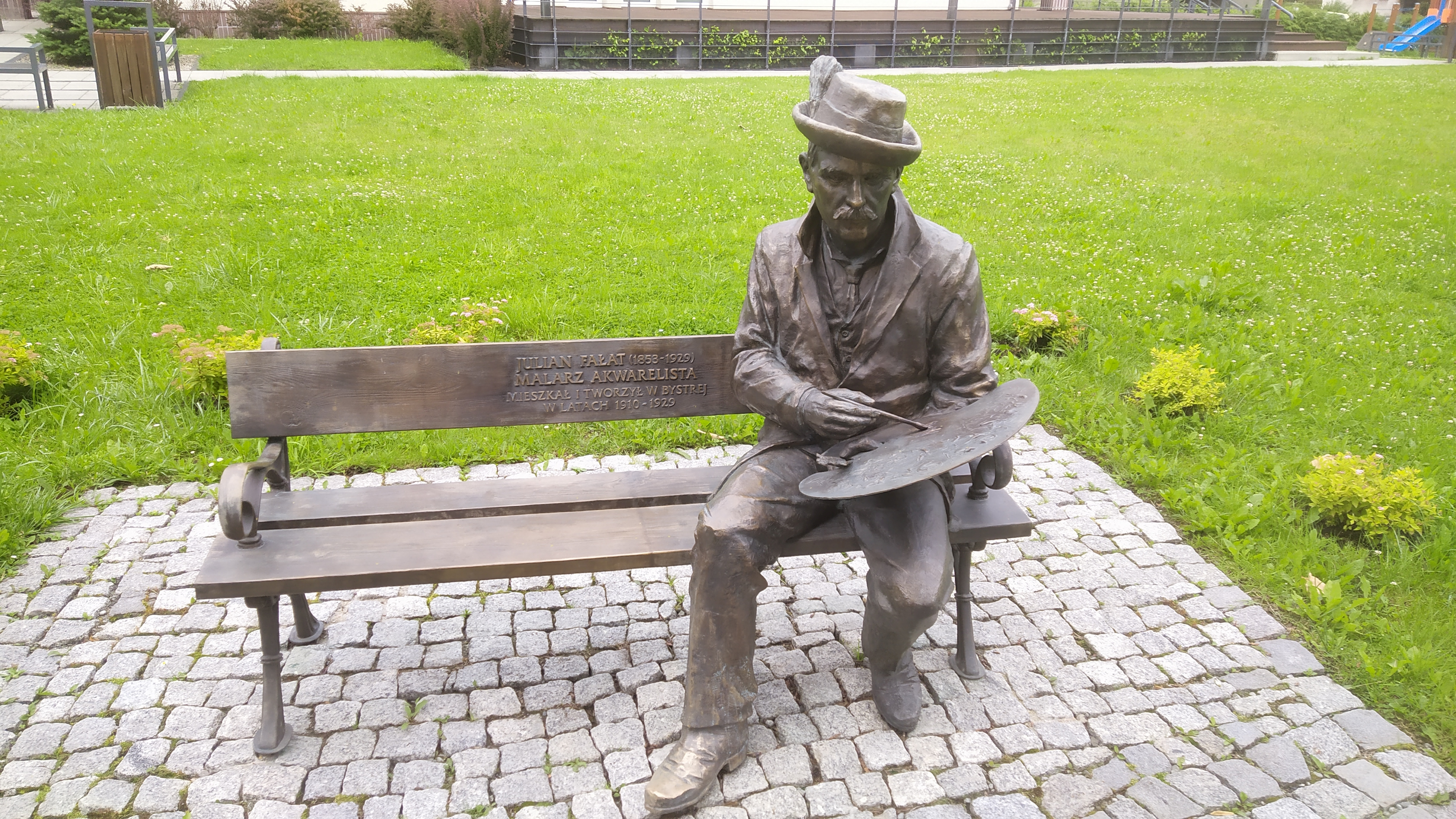
Ławeczka Juliana Fałata w Bystrej